# K XVI (潜水艦)
K XVI（Hr. Ms. K XVI）はオランダ海軍が運用した通常動力型潜水艦である。K XIV級潜水艦の3番艦。

## 艦歴

### 就役
K XVIは1930年3月31日にロッテルダム造船所で起工され、1933年4月8日に進水、8月9日に最初の試験航海を行い、1934年1月30日にオランダ海軍に就役した。

### 蘭領東インド
1935年1月、K XVIはK XVIIと共にニーウェディープ港を出航し、オランダ領東インド（蘭領東インド）へ回航された。2隻はリスボン、ナポリ、アレクサンドリア、アデン、コロンボを経由して、1935年月26日にパダンに到着した。
1940年5月10日、ドイツがオランダに侵攻し5月17日にオランダ政府が亡命した。
1941年（昭和16年）11月18日、K XVIは「K XIV」「K XVと共にスラバヤを出航し、11月22日にボルネオ島北東のタラカンに到着した。蘭領東インド有数の産油地であるタラカンに到着したK XVIIは、同日から12月8日までの予定でタラカン沖を哨戒した。しかし12月2日、K XVIはさらに東方のセレベス海の哨戒を命じられた。

### マレー作戦
12月8日、真珠湾攻撃により太平洋戦争（大東亜戦争）が勃発し、オランダも日本に宣戦布告。日本軍はマレー作戦を発動し、マレー半島への上陸を開始した。
同日、K XVIIはスコールの中で国籍不明の潜水艦を発見し、急速潜航の後水中聴音器で捕捉したが、タイランド湾に日本軍出現の報があり、K XVIとK XIV、K XVはタラカンを出航し、ボルネオ島東方のマカッサル海峡北側に哨戒線を張った。同日のうちに、3隻の哨戒海域はスラバヤから南シナ海一帯に拡大された。
12月11日、大日本帝国海軍（日本海軍）の航空母艦出現の報に伴い、オランダ海軍東インド艦隊司令部は3隻にジャワ島に急行するよう命じた。12月13日には、11月18日以来無補給の3隻に対しスラバヤに帰港し補給を受けるよう命令が発せられた。同日、北緯11度 東経109度 / 北緯11度 東経109度で1隻または2隻の空母と巡洋艦、潜水艦、そして100隻の輸送船からなる日本軍の大艦隊発見の知らせから、3隻には補給後軽巡洋艦「デ・ロイヤル」「トロンプ」および駆逐艦隊と共に集結するよう命令が追加された。
12月13日、K XVIとK XIV、K XVはスラバヤに寄港し、給油の上で潤滑油、果物を中心に生鮮食料を積載した。K XVIはトリムポンプが不調だったが、翌12月15日に3隻はスラバヤを出航した。3隻はガスパル海峡を経て南シナ海に向かう航路をとり、12月17日までに南シナ海南部の南緯2度の海域に向かうよう命じられた。
12月19日、ボルネオ島西端のポンティアナックが空襲された。付近240海里の海域に日本海軍の空母がいる可能性が高いとして、司令部はK XVIとK XIV、K XVにポンティアナック近海の哨戒を命じた。
12月20日、日本軍の艦隊がコンソン島付近で発見され、空母を含む別の艦隊がボルネオ島西方沖とマラッカ海峡で見つかったことに伴い、司令部は3隻に北緯04度 東経111度 / 北緯4度 東経111度一帯の海域の哨戒を命じ、K XVIは哨戒海域の西部を担当し、北緯00度06分 東経107度35分 / 北緯0.100度 東経107.583度でK XVを会合するよう通信した。
12月22日、3隻の哨戒海域は赤道付近まで北上し、1隻がジャカルタ郊外のタンジュンプリオクに待機する配置をとるよう命令が出された。しかし、北緯03度16分 東経110度36分 / 北緯3.267度 東経110.600度で重巡洋艦2隻、駆逐艦3隻、商船10隻からなる日本艦隊出現の報から、この命令は延期された。3隻は敵艦隊の攻撃に向かい、K XIVがクチン泊地にいた日本艦隊を雷撃し、輸送船3隻を損傷、1隻を撃沈した。
12月23日3時20分、K XVIは北緯02度08分 東経107度34分 / 北緯2.133度 東経107.567度で国籍不明機に遭遇した。K XVIはK XIVに自艦の位置を無線で報告し、15時45分に周辺海域での敵艦の情報を要求する無線を発した。12月24日、K XVIはクチン北方20海里（北緯01度34分 東経110度21分 / 北緯1.567度 東経110.350度）で、日本海軍の駆逐艦「狭霧」を雷撃した。2本の魚雷が命中し、「狭霧」の魚雷にも誘爆して「狭霧」は15分で沈没した。16時、K XVIは無線で吹雪型駆逐艦撃沈を報告した。K XVIは駆逐艦「叢雲」を攻撃したが、21時15分に発射した魚雷2発は回避され、逆に爆雷による反撃を受けた。連日の雷撃による艦船喪失で泊地の対戦警備が厳重になったため、雷撃は困難になっていた。
12月25日、K XVIにはバウェアン島を経由してスラバヤに戻るよう命令が下ったが、8本の魚雷が残るK XVIは雷撃にこだわり海域にとどまった。11時45分、K XVIはクチン北西97km地点付近（北緯02度30分 東経109度50分 / 北緯2.500度 東経109.833度）で日本海軍の伊百六十五型潜水艦 「伊66」に発見された。「伊66」はK XVIに魚雷を発射し1本が命中、K XVIは沈没して乗員36名全員が死亡した。

### 撃沈後
2003年5月、K XVIの残骸発見を身体障害者によるスキューバダイビングで行うプロジェクトが行われた。5月9日に探索を始めた潜水チームは、5月13日に慰霊式を行い、錨や潜望鏡とみられる船の残骸の一部を発見したが、K XVIとの確証は得られず、5月19日に調査は打ち切られた。残骸は引き上げられず、写真や映像がオランダ海軍に提供されて分析が進んだが、8月にK XVIの残骸という結論は得られないと発表された。
2004年6月21日から28日にかけて、昨年の成果を基に残骸が見つかった海域のソナーと磁力計による探査が行われた。しかしこの探査でもK XVIの残骸は見つからなかった。

## 参考資料
1. 1 2 3 4 5 6 7 8 9 10 11 12 13 14 15 16 17 18 19  “Dutch Submarines: The submarine K XVI”. dutchsubmarines.com (2012年). 2021年5月5日閲覧。
2. ↑  防衛庁防衛研修所戦史室『比島・マレー方面海軍進攻作戦』戦史叢書第27巻 朝雲新聞社 1969年 付図8
3. ↑  木俣滋郎『潜水艦攻撃 日本軍が撃沈破した連合軍潜水艦』 光人社 1989年（後に文庫化。光人社NF文庫、潮書房光人社 2016年5月 ISBN 978-4-7698-2949-2 P.189
4. ↑  『比島・マレー方面海軍進攻作戦』戦史叢書第27巻 P.532
5. ↑  『比島・マレー方面海軍進攻作戦』戦史叢書第27巻 P.533
6. ↑  防衛庁防衛研修所戦史室『海上護衛戦』戦史叢書 第46巻 朝雲新聞社 1971年 P.446-447
7. ↑  志賀博『海軍兵科将校』 光人社 1985年 ISBN 4-7698-0264-1 P.104-106